# Зонтик (фонтан-шутиха)
Фонтан-шутиха «Зонтик» (Зонтичный фонтан, Китайский зонтик) — один из нескольких фонтанов-шутих в дворцово-парковом ансамбле Петергофа, находится в Нижнем парке вблизи Монплезирской аллеи.

## История создания
Фонтан-шутиха «Зонтик» был создан в 1796 году архитектором Ф. П. Броуэром, фонтанный мастер И. В. Кейзер. Считается, что на его создание повлияло увлечение двора Китаем, что отразилось также в возведении «китайских» построек в Царском Селе. В 60-х годах XIX века кровле фонтана придали облик гриба-мухомора. С тех пор почти целое столетие фонтан-шутиха назывался не «Зонтиком», а «Грибком». В годы Великой Отечественной войны фонтан был разрушен. В 1949 году во время воссоздания памятника было принято решение вернуться к первоначальному облику и названию, проект восстановления создал А. А. Оль. Название «Грибок» до сих пор употребляют старожилы Петергофа.

## Описание
Создан фонтан для шуток над гостями парка. По форме напоминает зонт: массивный столб поддерживает широкую зелёную кровлю, которую завершает деревянный резной полукупол-цветок с фестонами. Столб опоясан скамьями в форме кресел с резными подлокотниками. Гости должны перебежать под эту кровлю прежде, чем из ста шестидесяти четырёх трубочек, спрятанных за изящными резными фестонами, начнут бить струи воды, образующие плотную завесу. По другой версии гостей в праздничных нарядах усаживали на скамейку под крышей зонтика. Внезапно включалась подача воды, гости оказывались перед перспективой выхода из фонтана исключительно сквозь водяную завесу.
- Фонтан-шутиха «Зонтик» в действии, 2016